# 398-я стрелковая дивизия
398-я стрелковая дивизия — воинское соединение Вооружённых Сил СССР в Великой Отечественной войне

## История
Сформирована в сентябре-октябре 1941 на Закавказском фронте в рамках реализации постановления ГКО СССР № 459сс от 11.08.1941 . После завершения формирования первоначально продолжала дислоцироваться в Закавказье. В действующую армию поступила 23.11.1941 на основании директивы Ставки ВГК № 005070 от 22.11.1941, войдя в состав 51-й армии. Первоначально соединение было задействовано на обороне Черноморского побережья.
В рамках Керченско-Феодосийской десантной операции (26.12.1941-02.01.1942) соединение в составе Кавказского фронта высадилось в Крыму и в дальнейшем действовало там.
13 марта 1942 года войска Крымского фронта вновь предприняли попытку наступления. В полосе 51-й армии 398-я и 236-я стрелковые дивизии при поддержке 39-й и 56-й танковых бригад перешли в наступление на Киет, Хан-Оба, но после небольших успехов, откатились назад. Некоторый результат обозначился лишь на вспомогательном направлении удара 16 марта 1942 года, когда 138-я стрелковая дивизия, 77-я горнострелковая дивизия при поддержке 40-й танковой бригады сумели взять Корпечь. В ночь на 18 марта 1942 года для развития успеха в Корпечь и в район южнее были направлены 398-я и 390-я стрелковый дивизии и 55-я танковая бригада. 19 марта 1942 года вновь введённые войска приступили к развитию наступления, и сумели немного потеснить противника, но затем были вынуждены вернуться на исходные позиции.
В ходе майского наступления германской 11-й армии в Крыму (08-20.05.1942) дивизия была уничтожена и официально расформирована 19.05.1942.

## Подчинение
- Закавказский фронт — с августа по сентябрь 1941 года
- Закавказский фронт, 44-я армия — с сентября по 23.11.1941 года
- Закавказский фронт, 51-я армия — с 23.11.1941 по 30.12.1941
- Кавказский фронт — с 30.12.1941 по январь 1942 года
- Крымский фронт, 44-я армия — с января по март 1942 года
- Крымский фронт, 51-я армия — с марта по май 1942 года

## Состав
- 821-й стрелковый полк
- 824-й стрелковый полк
- 826-й стрелковый полк
- 958-й артиллерийский полк
- 178-й отдельный истребительно-противотанковый дивизион
- 186-я зенитная батарея (682-й отдельный зенитно-артиллерийский дивизион)
- 680-й миномётный дивизион
- 457-я разведывательная рота
- 676-й сапёрный батальон
- 846-й отдельный батальон связи
- 480-й медико-санитарный батальон
- 473-я отдельная рота химический защиты
- 510-я автотранспортная рота
- 245-я полевая хлебопекарня
- 820-й дивизионный ветеринарный лазарет
- 1453-я полевая почтовая станция
- 725-я полевая касса Госбанка

## Командиры
- 15.08.1941 — 13.03.1942 Штейман, Яков Львович, полковник
- 14.03.1942 — 19.05.1942 Мухамедьяров Касим Мухамедьярович, полковник